# Односклепінна станція мілкого закладення

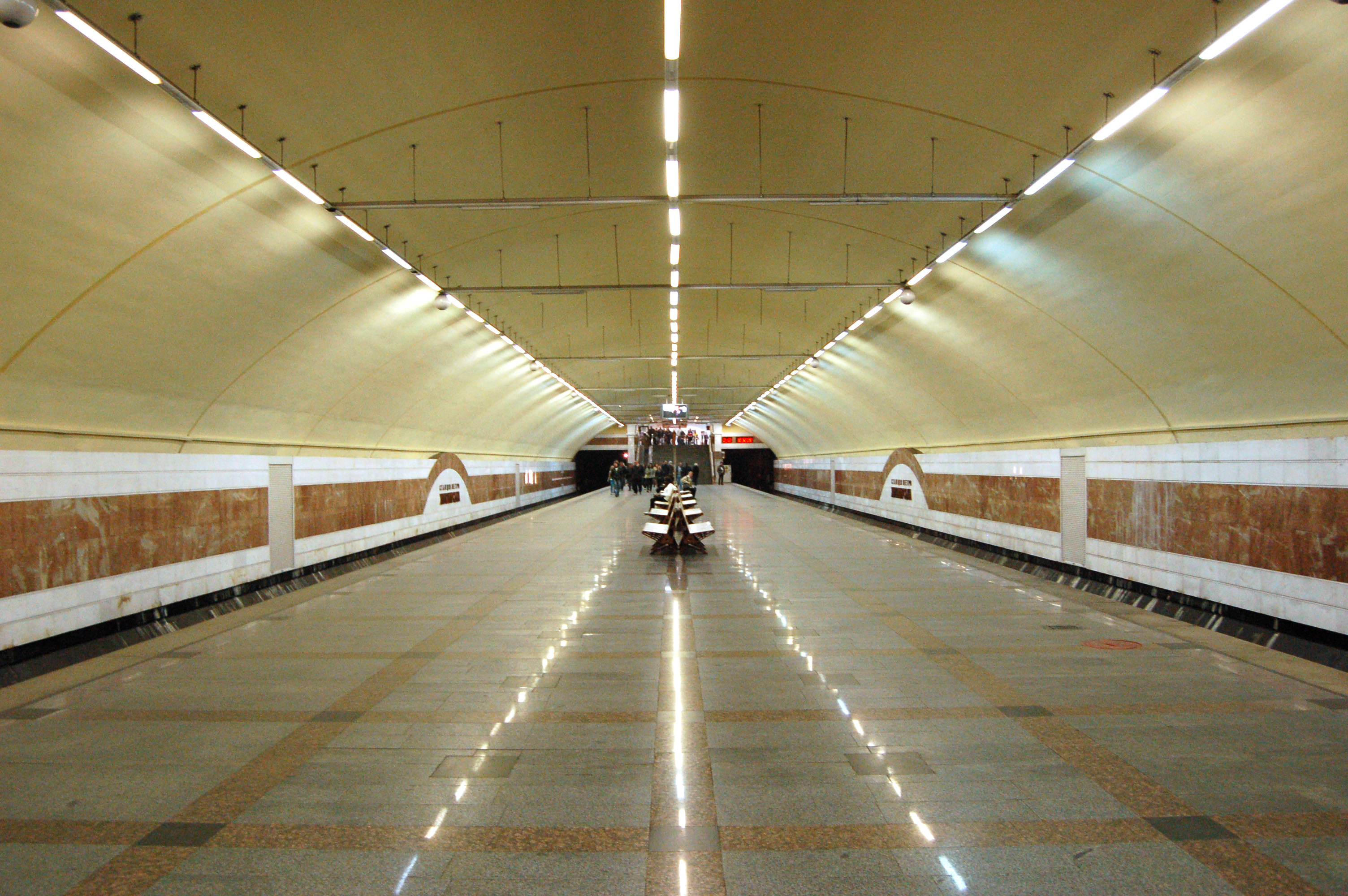
Станція «Житомирська» Київського метрополітену

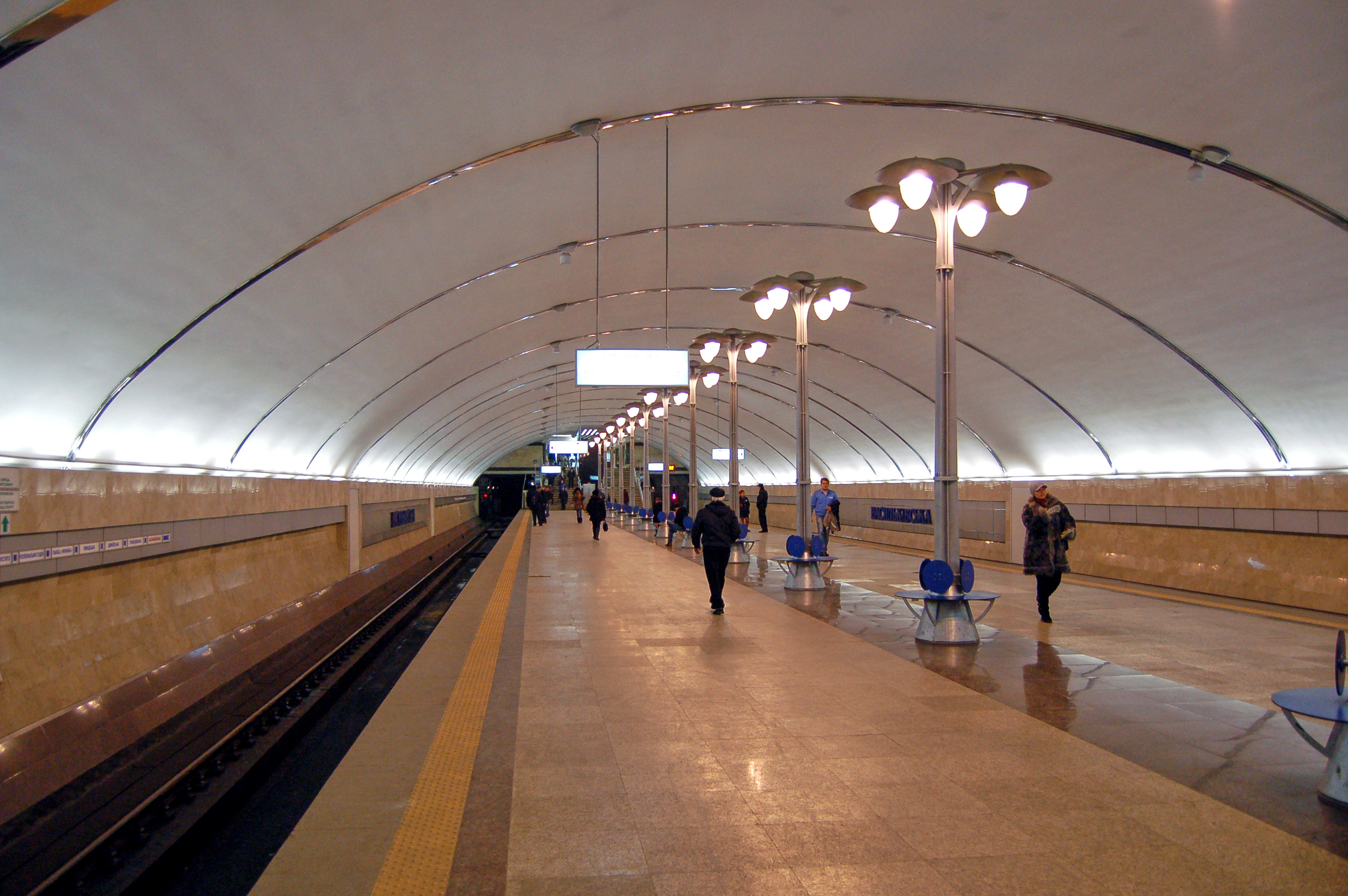
Станція «Васильківська» Київського метрополітену

Односклепі́нна ста́нція мілко́го закла́дення  — один з різновидів станцій метрополітену. Односклепінна станція відрізняється оздобленням, виконаним у вигляді як пологого склепіння змінної товщини, омоноліченного з вертикальними стінами, пов'язаним з лотковою залізобетонною плитою фундаменту. За наявності напірних ґрунтових вод лоткова плита виконується як для зворотного склепіння.

## Історія
Першою односклепінною станцією у Москві була «Бібліотека імені Леніна», перша черга будівництва, споруджена закритим багатошахтним способом за проєктом, на кшталт станцій Паризького метрополітену. У 1938 році було споруджена станція «Аеропорт». Потім після тривалої перерви, викликаної великою часткою ручної праці, низьким рівнем механізації як наслідок — великими термінами будівництва монолітних великопрольотних залізобетонних конструкцій. Поновлення проєктування й будівництва односклепінних станцій мілкого закладення сталося наприкінці 1960-х років XX століття, із розробкою в Харкові конструкцій і типового проєкту односклепінної станції, названої пізніше «Харківський односвод». Нині споруджено чимало односклепінних станцій, наприклад «Житомирська», «Бориспільська».

## Будівництво
Основні етапи спорудження односклепінної станції мілкого закладення: 
- Бетонування лоткової частини й опорних частин стін.
- Бетонування стін, за допомогою самохідної опалубки, влаштування гідроізоляції стін.
- Завантаження (зазвичай піском) простору між стінами облицювання і бортом котловану.
- Монтаж внутрішньостанційних конструкцій, укладка колій.
- Монтування арматурних каркасів і наступне бетонування склепіння станції.

Якщо станція споруджується в котловані, закріпленому залізобетонними «стінами у ґрунті», всі вони входять у конструкцію станції як працюючий елемент.
При зворотній засипці склепіння потрібно приділяти підвищену увагу захисту гідроізоляції склепіння, оскільки посунення ґрунту похилої поверхні склепіння призводить до виникнення значних зусиль, що можуть призвести до розривів в гідроізоляційному шарі. Прикладом може бути станція «Алтуфьєво», внутрішній вигляд якої дуже страждає від численних течій. Зараз «Метрогипротрансом» ведеться розробка проєкту реконструкції станції з поновленням ушкоджень та посиленням гідроізоляції.

## Ресурси Інтернету
- metro.molot.ru об односводчатых станциях(рос.)